# Арзак-Арразиге
Арзак-Арразиге (фр. Arzacq-Arraziguet) — коммуна во Франции, в регионе Аквитания, департамент Атлантические Пиренеи, кантон Арти и Пеи-де-Субестр. Население 1007 жителей на 2009 год. В 2008 году в муниципалитете числилось 399 домохозяйств, средний доход составлял 15 775 евро на человека. В 2007 году было зафиксировано 587 человек трудоспособных (из нах работающих 408), также 55 учеников и студентов и 37 пенсионеров (в возрасте 15—64 лет)
Соседние коммуны: Филондан (фр.) на севере, Пурсьюг-Буку не востоке, Кабидос на западе и Лувиньи на юге.
Арзак-Арразиге образовался при объединении коммун Арзак (фр.) и Арразиге (фр.) 7 сентября 1845 года.